# (32046) 2000 JR28
2000 JR28 (asteroide 32046) é um asteroide da cintura principal. Possui uma excentricidade de 0.20877850 e uma inclinação de 9.73072º.
Este asteroide foi descoberto no dia 7 de maio de 2000 por LINEAR em Socorro.